# Urlów
Urlów, Urłów (ukr. Вірлів) – wieś na Ukrainie w rejonie tarnopolskim obwodu tarnopolskiego.
Położony 10 km na północny zachód od Zborowa nad rzeką Mała Strypa.

## Historia
Do 1772 roku w województwie ruski I Rzeczypospolitej. Pod koniec XIX w. wieś posiadała przysiółek Hrabużna (Chrabużna). Do 1939 w województwie tarnopolskim II Rzeczypospolitej.
Niegdyś własność polskiego rodu Lipińskich. Majątek w Urłowie został zakupiony przez lwowskiego kompozytora Karola Józefa Lipińskiego w roku 1845. Artysta spędzał tutaj wakacje, a po przejściu na emeryturę przeniósł się do Urłowa na stałe. Tutaj zmarł w 1861 roku. Po śmierci kompozytora Urłów przeszedł w ręce synów Gustawa i Konstantego. W testamencie Lipiński przeznaczył majątek w Urłowie na utworzenie fundacji stypendialnej jego imienia, wspierającej młodych skrzypków kształcących się w konserwatoriach we Lwowie, Neapolu i Wiedniu. Fundacja działała aż do wybuchu I wojny światowej. 
Do 1946 trwało wysiedlenie mieszkających tutaj Polaków.
Do 2020 w rejonie zborowskim.

## Zabytki
- stary polski cmentarz oraz kaplica z kryptą Lipińskich zachowały się do dziś.